# Raphaël Verwilghen

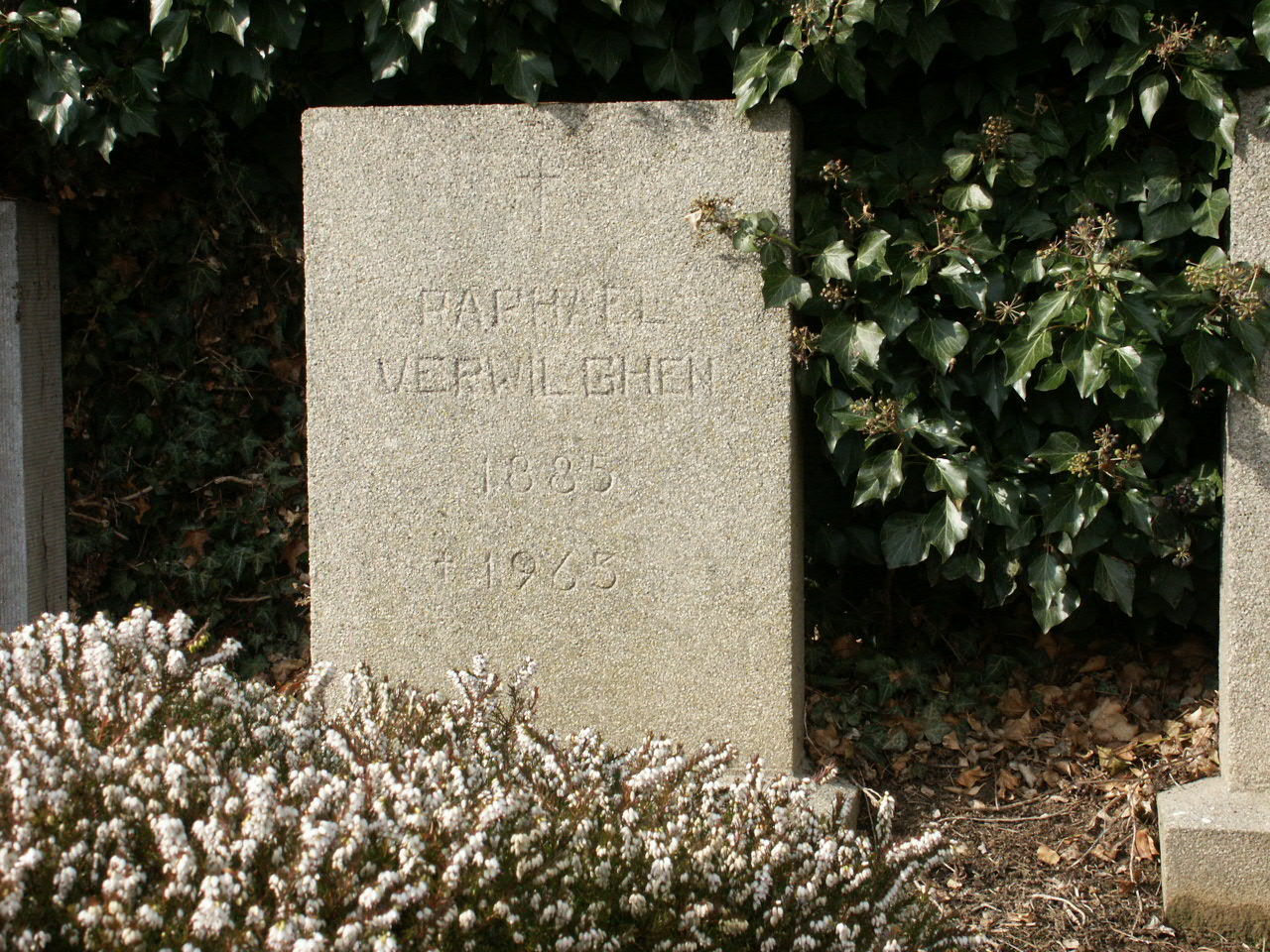
Het beschermde graf van Verwilghen op de begraafplaats van Tervuren

Raphaël Verwilghen (Roeselare, 12 maart 1885 – Tervuren, 24 december 1963) was een Belgisch stedenbouwkundige en architect. Hij was een van de pioniers van de tuinwijken in België.

## Levensloop
Raphaël Verwilghen studeerde aan de Katholieke Universiteit van Leuven en werd bouwkundig ingenieur en stedenbouwkundige. In 1913 kwam hij in dienst van de dienst administratie gemeentelijke wegen en ijverde al snel voor een globale stedenbouwwet voor ruimtelijke ordening. Tijdens het begin van de Eerste Wereldoorlog verbleef hij in Groot-Brittannië waar hij op studiereis was. Hij liet er zich beïnvloeden door het idee van de tuinwijken, een stedenbouwkundig fenomeen dat op het Europese vasteland nog onbekend was. Al tijdens de oorlog tekende hij wederopbouwprojecten voor steden als Leuven en Templeuve.
Na de Eerste Wereldoorlog werd hij hoofd van de Bouwdienst van de Dienst der Verwoeste Gewesten. Hij wou zijn modernistische ideeën inzake stedenbouw doorvoeren, maar stootte al meteen op heel wat tegenstand in het behoudsgezinde West-Vlaanderen. In 1919 was hij een van de medestichters van de 'Société des Urbanistes Belges' en was hij actief in de Nationale Maatschappij Goedkope Woningen. Zijn idee van de tuinwijk zou maar heel sporadisch navolging krijgen. Een van de eerste tuinwijken van de stad werd in zijn geboortestad Roeselare gerealiseerd, de Bataviawijk. Later volgden ook nog wijken als Ons Dorp in Menen. In 1923 nam Verwilghen ontslag uit de administratie die zijn moderne ideeën niet genegen was.
Verwilghen begon een eigen architectenbureau, samen met Jean-Jules Eggericx. Hij realiseerde onder meer het Gaspaviljoen voor de wereldtentoonstelling van 1935 in Brussel en de Christus Koningkerk in Sint-Niklaas. Hij werd ook professor stedenbouw van 1929 tot 1943 aan de ENSAAD Ter Kameren waar hij de overleden Louis Van der Swaelmen opvolgde. Tijdens de Tweede Wereldoorlog werd hij directeur-generaal van het Commissariaat-Generaal voor 's Lands Wederopbouw. In 1949 werd hij daardoor voor 'hulp aan de vijand' veroordeeld en enkele jaren uit zijn rechten ontzet.

## Archief en bibliotheek
Het archief van Verwilghen, waartoe ook zijn bibliotheek en zijn omvangrijke diacollectie behoren, wordt bewaard in het Universiteitsarchief van de KU Leuven.